# Theodor Steck-Hofmann

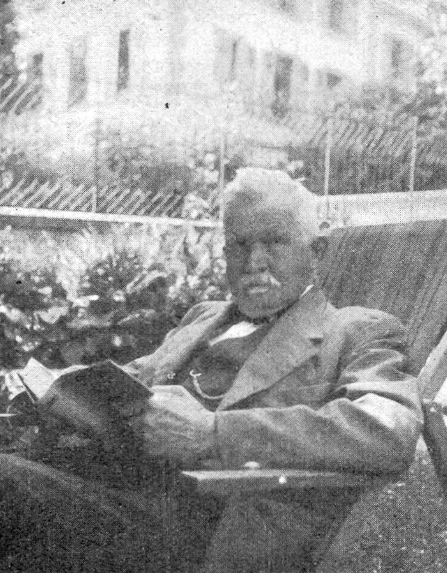
Theodor Steck-Hofmann

Theodor Steck (* 6. Februar 1857 in Bätterkinden; † 6. Januar 1937 in Bern) war ein Schweizer Entomologe und Bibliothekar. Er galt als der beste Kenner der schweizerischen Insektenfauna.

## Leben und Werk
Theodor Steck war der Sohn des Pfarrers von Bätterkinden. Nach absolvierter Schulzeit in Bern studierte er Naturwissenschaften an den Universitäten von Zürich und Stuttgart. Namentlich befasste er sich während dieser Zeit mit Mineralogie und Geologie.
Anschliessend erwarb Steck das Sekundarlehrerpatent und war als Lehrer am «Burgerlichen Waisenhaus» in Bern, dann an der Sekundarschule in Belp und später an der «Neuen Mädchenschule» in Bern tätig. In Belp heiratete er die Tochter des Regierungsstatthalters Friedrich Hofmann von Rüeggisberg. Mit seiner Frau († 1928) hatte er drei Söhne.
Steck wurde 1881 als Konservator für Entomologie am Naturhistorischen Museum in Bern benannt und war während 35 Jahren Sekretär des Entomologischen Vereins Bern und während 16 Jahren dessen Präsident. Später wurde er Unterbibliothekar und 1917 Oberbibliothekar der Stadt- und Hochschulbibliothek Bern.
Steck wirkte auch als Redaktor, Bibliothekar und Präsident der Schweizerischen Entomologischen Gesellschaft. Er war ein hervorragender Kenner der Fachliteratur, und sein ausserordentlich gutes Gedächtnis für bibliographische Daten war weitherum geschätzt.
1894 erwarb er mit seiner Dissertation Die Biologie des Grossen Moosseedorfsees die Doktorwürde. Sammelreisen führten Steck ins Tessin, ins Wallis und in die Mittelmeerländer bis nach Nordafrika, wo er zu anderen Naturwissenschaftlern und Forschern Kontakt hatte.
Steck entdeckte verschiedene in seiner Zeit unbekannte Insekten in der Schweiz, und fünf Insektenarten, die seine Kollegen gefunden hatten, erhielten den Speziesnamen «stecki». In den letzten Lebensjahren befasste sich Steck vor allem mit den Hautflüglern, und seine Bearbeitung des Themas Insekten in der Bibliographie der Schweizerischen Landeskunde war von grösstem Wert.
Theodor Steck galt als «Vater der schweizerischen Insektenkunde». Vier Wochen vor seinem 80. Geburtstag verstarb er an einem Herzversagen.